# Бруклін-Сентер (Міннесота)
Бруклін-Сентер (англ. Brooklyn Center) — місто (англ. city) в США, в окрузі Ганнепін штату Міннесота. Населення — 33 782 особи (2020).

## Географія
Бруклін-Сентер розташований за координатами 45°4′9″ пн. ш. 93°18′53″ зх. д. / 45.06917° пн. ш. 93.31472° зх. д. (45.069204, -93.314629).  За даними Бюро перепису населення США в 2010 році місто мало площу 21,58 км², з яких 20,60 км² — суходіл та 0,97 км² — водойми.

## Демографія
Згідно з переписом 2010 року, у місті мешкали 30 104 особи в 10 756 домогосподарствах у складі 7010 родин. Густота населення становила 1395 осіб/км².  Було 11640 помешкань (539/км²).
Расовий склад населення:
| - 49,1 % — білих - 25,9 % — чорних або афроамериканців - 14,3 % — азіатів - 0,8 % — корінних американців - 0,1 % — вихідців з тихоокеанських островів - 5,4 % — осіб інших рас |

До двох чи більше рас належало 4,4 %. Частка іспаномовних становила 9,6 % від усіх жителів.
За віковим діапазоном населення розподілялося таким чином: 27,6 % — особи молодші 18 років, 60,2 % — особи у віці 18—64 років, 12,2 % — особи у віці 65 років та старші. Медіана віку мешканця становила 32,6 року. На 100 осіб жіночої статі у місті припадало 95,0 чоловіків;  на 100 жінок у віці від 18 років та старших — 92,2 чоловіків також старших 18 років.
Середній дохід на одне домашнє господарство  становив 56 457 доларів США (медіана — 44 855), а середній дохід на одну сім'ю — 62 567 доларів (медіана — 51 087). Медіана доходів становила 40 699 доларів для чоловіків та 36 674 долари для жінок. За межею бідності перебувало 19,2 % осіб, у тому числі 30,7 % дітей у віці до 18 років та 9,6 % осіб у віці 65 років та старших.
Цивільне працевлаштоване населення становило 14 491 осіб. Основні галузі зайнятості: освіта, охорона здоров'я та соціальна допомога — 22,1 %, виробництво — 19,1 %, науковці, спеціалісти, менеджери — 11,9 %, роздрібна торгівля — 11,5 %.